# Nemeritis breviventris
Nemeritis breviventris là một loài tò vò trong họ Ichneumonidae.